# DENK
DENK is een Nederlandse politieke partij met van oorsprong een linkse signatuur. De partij ontstond in 2015 uit de van de Partij van de Arbeid afgesplitste fractie Groep Kuzu/Öztürk.

## Geschiedenis

### Oprichting

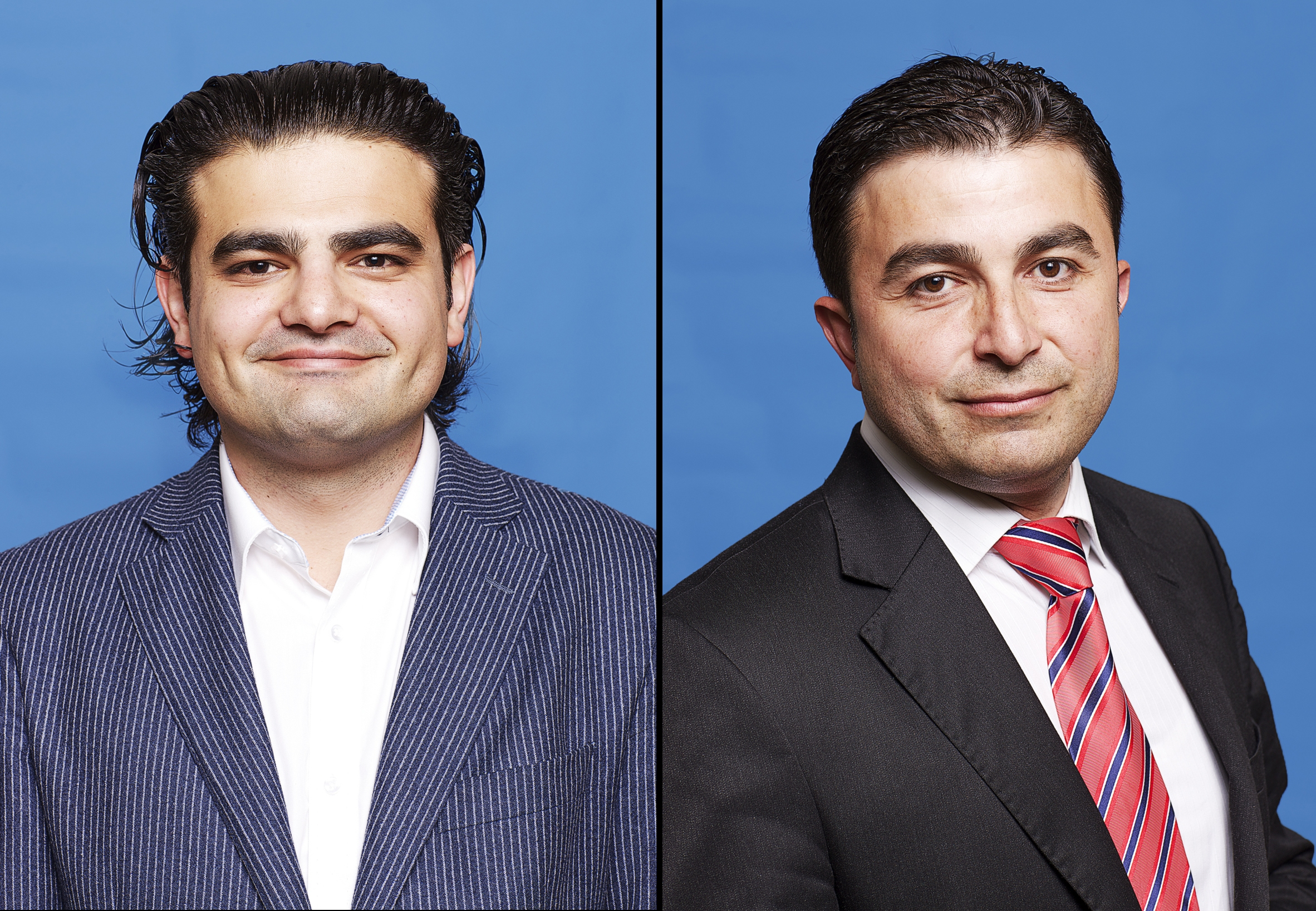
Kuzu en Öztürk in 2011

De Kamerleden Tunahan Kuzu en Selçuk Öztürk werden in november 2014 uit de Tweede Kamerfractie van de PvdA gezet. Volgens toenmalig fractieleider Diederik Samsom konden de fractie en de twee Kamerleden het niet met elkaar eens worden. "En daarmee scheiden onze wegen", zei hij. De reden voor de breuk was dat de Kamerleden vonden dat minister Lodewijk Asscher zich te kritisch opstelde tegenover Turkse organisaties als Milli Görüs.
Daags nadat ze uit de PvdA-fractie zijn gezet, maakten ze bekend te streven naar een nieuwe politieke beweging. Op 9 februari 2015 werd de naam van de nieuwe partij openbaar gemaakt; DENK.
In januari 2016 kwam DENK, doordat zij het vereiste minimumaantal van duizend leden bereikt had, in aanmerking voor subsidie. Het basisbedrag ad € 250.000 moest echter gedeeld worden met de partij waarvan ze zich heeft afgesplitst (de PvdA).

### Uitbouw
In de loop van 2015 en 2016 sloten achtereenvolgens voormalig Miss Nederland Tatjana Maul, voorzitter van het Samenwerkingsverband van Marokkaanse Nederlanders Farid Azarkan en presentatrice Sylvana Simons zich bij DENK aan. Twee raadsleden uit Alkmaar en Veenendaal maakten in oktober en november 2016 de overstap van respectievelijk de PvdA en D66 naar DENK.
In december 2016 verliet Simons DENK om een eigen partij (Artikel 1) op te richten, samen met campagneleider Ian van der Kooye. Als redenen voor haar vertrek gaf zij op dat DENK te polariserend te werk zou gaan, dat haar te weinig ruimte gegund zou zijn op het gebied van homo- en vrouwenemancipatie en dat zij niet voldoende gesteund zou zijn door de partij toen zij bedreigd werd. Op 22 januari 2017 eiste DENK schadevergoedingen van Simons en Van der Kooye van respectievelijk € 30.000 en € 40.000, omdat deze zich negatief hadden uitgelaten over de partij. Andere bronnen spreken van het in werking laten treden van een boetebeding. De kantonrechter wees de eisen af en wees Simons een schadevergoeding toe.

### Bestuurscrisis
Op 21 maart 2020 vertrok Kuzu als politiek leider van DENK. Hij bleef wel in de Tweede Kamer. Farid Azarkan werd fractievoorzitter. Volgens het bestuur van de partij zou Kuzu in 2018 een buitenechtelijke relatie gehad hebben en grensoverschrijdend gedrag hebben vertoond naar een partijmedewerker. Volgens Kuzu heeft zijn medeoprichter Öztürk een "politieke broedermoordaanslag" op hem gepleegd. Waarschijnlijk lag de oorzaak van het vertrek van politiek leider Kuzu eerder bij een machtsstrijd tussen hem en partijvoorzitter Öztürk. Kort daarop werd bekend dat Azarkan het partijbestuur van DENK, inclusief Öztürk, opriep te vertrekken.
Het bestuur weigerde uit zichzelf op te stappen en gaf aan dat de toekomst aan de leden was. Deze eisten via een manifest "democratische hervormingen en een ledenvergadering". Op 2 mei 2020 werd bekend dat de penningmeester was opgestapt.
Op 6 mei 2020 maakte het bestuur van DENK, dat op dat moment feitelijk alleen nog bestond uit Öztürk en Zahir Rana, in een persbericht bekend dat het fractieleider Azarkan per direct uit het lidmaatschap had ontzet. In reactie op het besluit gaven Kuzu en alle lokale fractievoorzitters aan volledig achter Azarkan te staan. Met een videoboodschap gericht aan Öztürk liet Azarkan weten niet aan opstappen te denken en riep hij Öztürk op tot aftreden.
Op 9 mei 2020 maakte Azarkan bekend dat onafhankelijk onderzoeksbureau Integis geen grensoverschrijdend contact tussen Kuzu en de medewerkster had vastgesteld. De medewerkster in kwestie verleende echter geen medewerking aan het onderzoek.
Anderhalve week later, op 17 mei, herenigden Kuzu, Azarkan en Öztürk zich echter weer, waarmee de bestuurscrisis beslecht werd. Nog geen maand later, op 6 juni, stapte Öztürk per direct op als voorzitter. Statenlid Metin Çelik en gemeenteraadslid Gürcü Polat werden voorgedragen en gekozen om het interim-bestuur te vormen tot de volgende partijverkiezingen. Eind 2020 werd advocaat Ejder Köse aangewezen als de nieuwe partijvoorzitter.

### 2022-heden

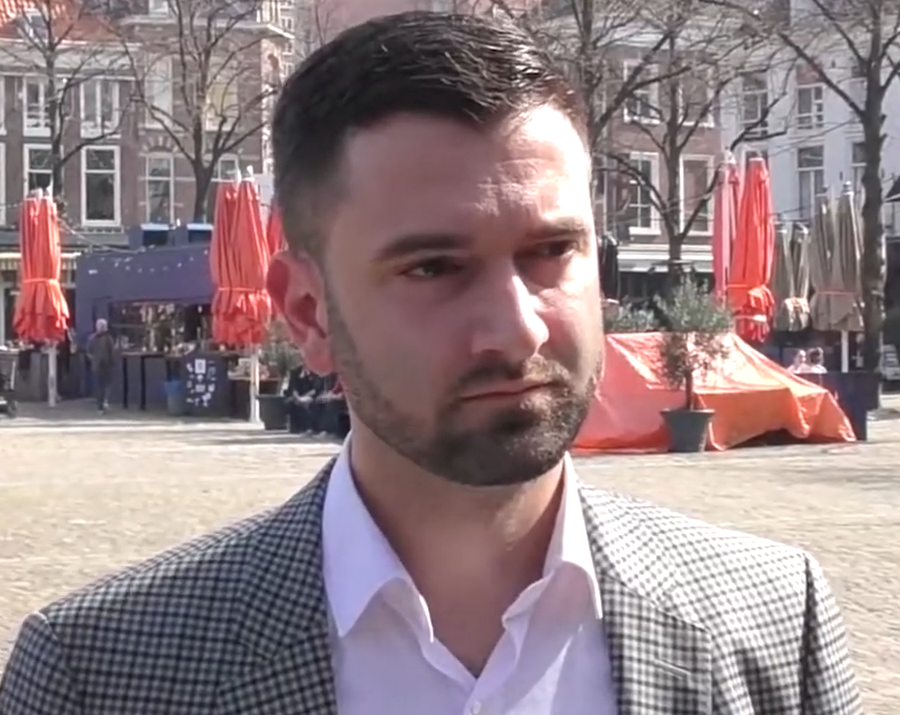
Van Baarle in 2021

Na de Nederlandse gemeenteraadsverkiezingen 2022 deed DENK voor het eerst mee in gemeentelijke colleges in Rotterdam en Schiedam, waar de eerste wethouders geleverd werden. In september 2023 nam Stephan van Baarle het leiderschap van Kuzu over en liet Kuzu op zijn beurt weten dat hij campagneleider wordt voor de Tweede Kamerverkiezingen van 22 november 2023. Wethouder Doğukan Ergin in Schiedam werd de nummer 2 en Ismail El Abassi nummer 3. DENK hield onder Van Baarle de 3 zetels vast en behaalde 246.764 stemmen.

## Standpunten
De beweging heeft in februari 2015 een politiek manifest opgesteld waaruit in november 2016 het verkiezingsprogramma Denkend aan Nederland is voortgekomen.
In het programma pleit DENK voor de volgende vijf punten:
- Een verdraagzame samenleving waarin men elkaar accepteert.
- Een sociale samenleving waarin men oog heeft voor elkaar.
- Een lerende samenleving waarin ieders talent benut wordt.
- Een duurzame samenleving waarin men omkijkt naar de eigen omgeving.
- Een rechtvaardige samenleving, die internationaal rechtvaardigheid bevordert.

Onder punt 1 wil de beweging een Monument ter nagedachtenis van Arbeidsmigratie oprichten en wil zij dat "kennis van de migratiegeschiedenis" een kerndoel wordt in het onderwijs. Het begrip "integratie" wil de beweging afschaffen en vervangen door "acceptatie". Ook schaft de beweging de term "allochtoon" af. In het manifest wordt geconstateerd dat mensen met een niet-westerse achtergrond minder kans hebben op een baan of stageplaats en zich vaker negatief bejegend voelen in contacten met politie en justitie. Het manifest stelt dat racisme in Nederland structureel en institutioneel van aard is en wil daarom dat er een zogeheten "racismeregister" wordt opgericht, waarin uitingen van racisme geregistreerd worden. Geregistreerden zouden niet voor een overheidsorganisatie mogen werken.
De onderdelen van punt 2 zijn geënt op die van het traditionele socialisme. De beweging noemt in het manifest een aandachtspunt de eerste generatie arbeidsmigranten die de pensioengerechtigde leeftijd niet hebben gehaald.
Onder punt 3 wil de beweging dat in het onderwijs de diversiteit in de klas in verhouding staat met de diversiteit voor de klas (onder de leraren). Bovendien wil de beweging dat in elke school in Nederland, zowel in het basisonderwijs als in het voortgezet onderwijs, de vakken Chinees, Arabisch en Turks verplicht als keuzevak worden geïntroduceerd. Deze talen zijn volgens de beweging nuttig voor de handelspositie en internationale betrekkingen van Nederland. Het volgens het manifest voorkomende treiteren van initiatiefnemers van islamitisch onderwijs wil de beweging stoppen door een onafhankelijke commissie op te richten. Er wordt gepleit voor het door de overheid aanmoedigen van opleidingen tot imam, waarbij de overheid zich echter niet dient te bemoeien met het curriculum. Imams zijn volgens het manifest niet alleen nodig voor moskeeën, maar ook in zorginstellingen, gevangenissen en defensie.
Onder punt 4 is er een overeenkomst met de standpunten van groene partijen.
Bij punt 5 wordt aandacht besteed aan drie punten.
- DENK is van mening dat de VN en de VN-Veiligheidsraad aan een fundamentele herziening toe zijn en dat de Europese Unie een autonoom buitenlandbeleid moet gaan voeren.
- De beweging wil extremisme aanpakken door de voedingsbodem aan te pakken, die volgens DENK bestaat uit uitzichtloosheid, sociale uitsluiting en onrechtvaardigheid.
- Over het Israëlisch-Palestijnse conflict staat in het manifest dat Europa de internationale positie van Palestina versterkt en dat Nederland Palestina erkent, omdat dit beter zou werken dan nog meer dialogen tussen Israël en de Palestijnen.

## Organisatie
Het hoogste orgaan van DENK is de algemene ledenvergadering (ALV), die verantwoordelijk is voor het kiezen van een bestuur. Sinds eind 2021 is advocaat Ejder Köse de partijvoorzitter. Sinds september 2020 werkt Abdellah Dami als hoofd communicatie en persvoorlichter voor DENK in de Tweede Kamer. Hier vallen tevens de lokale fracties van DENK in de verschillende gemeenteraden en provincies onder. Het partijbureau is gevestigd in Rotterdam. Onder DENK vallen ook een aantal aanverwante organisaties, zoals wetenschappelijk bureau STATERA, jongerenorganisatie DENKJong, opleidingsinstituut DENK-Academy, een internationale tak Beweging DENK International (BDI) en ook een platform voor Afro-Nederlandse DENK leden genaamd BOKS.

### Partijbestuur
- Ejder Köse (voorzitter)
- Fazlı Kafa (secretaris)
- Abdul Maroof (penningmeester)

### Leden
Vanwege een beveiligingsprobleem met de MediaWiki Graph-software is het momenteel niet mogelijk deze grafiek weer te geven. Zodra de software is bijgewerkt zal de grafiek vanzelf weer zichtbaar worden.
| Jaar | Aantal leden |
| ---- | ------------ |
| 2016 | 1055         |
| 2017 | 3425         |
| 2018 | 3488         |
| 2019 | 3678         |
| 2020 | 3137         |
| 2021 | 3356         |
| 2022 | 3507         |
| 2023 | 3440         |
| 2024 | 3292         |
| 2024 | 4240         |

Bron: DENK - ledentallen (Documentatiecentrum Nederlandse Politieke Partijen)

## Electoraat
Het overgrote gedeelte van het electoraat van DENK bestaat uit Nederlanders met een migratie-achtergrond, hoofdzakelijk van Turkse en Marokkaanse herkomst. De partij scoort dan ook het hoogst in gemeenten waar deze groepen het sterkst vertegenwoordigd zijn, zoals steden als Schiedam (Nieuwland), Rotterdam (in het bijzonder Feijenoord en Delfshaven) en Amsterdam (Nieuw-West en delen van Noord). Omgekeerd heeft DENK nauwelijks aanhang in gemeenten die weinig inwoners hebben met een migratie-achtergrond. Dit zijn hoofdzakelijk gemeenten op het platteland van Drenthe, Friesland, Groningen en Zeeland.

### Nepprofielen op sociale media

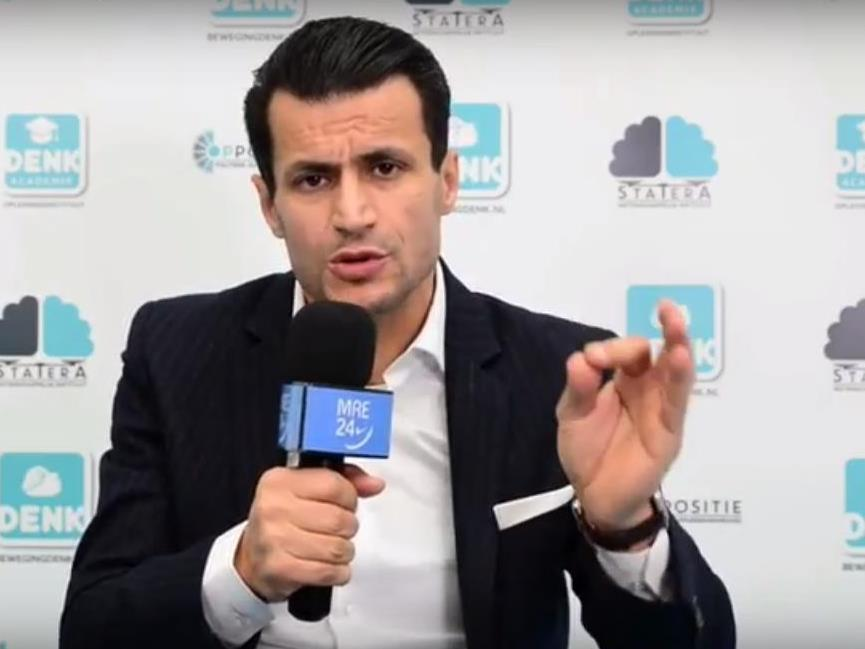
Farid Azarkan in 2017